# Hieracium litorale
Hieracium litorale es una especie de planta con flor del género Hieracium, de la familia Asteraceae, orden Asterales.

## Distribución
Hieracium litorale se distribuye por Letonia, Lituania y Rusia.

## Taxonomía
Fue descrita científicamente por Schljakov.